# Doctor Polaris
Doctor Polaris es el alias usado por dos supervillanos ficticios de DC Comics.
Neil Emerson fue el primer Doctor Polaris. Su primera aparición fue en el nº21 de Linterna Verde (agosto de 1963) y fue creado por John Broome y Gil Kane. El segundo Doctor Polaris fue John Nichol, hizo su primera aparición en el nº11 de Justice League of America (septiembre de 2007) y fue creado por Brad Meltzer y Gene Ha.